# Scirrhia struthiopteris
Scirrhia struthiopteris är en svampart som först beskrevs av Krieg., och fick sitt nu gällande namn av Lar.N. Vassiljeva 1987. Scirrhia struthiopteris ingår i släktet Scirrhia, ordningen Capnodiales, klassen Dothideomycetes, divisionen sporsäcksvampar och riket svampar.   Inga underarter finns listade i Catalogue of Life.